# Fröken Ingen
Fröken Ingen (polska: Panna Nikt) är en roman från 1988 som var Tomek Tryznas genombrott i hans hemland Polen. Boken väckte en hel del uppmärksamhet efter en trevande inledning. Utlösande var att Czesław Miłosz upptäckte den och skrev en 40-sidig essä om boken. Han kallade den för "Polens första postmodernistiska roman".  Bidragande var också att Andrzej Wajda filmatiserade den 1996. Den svenska översättningen av boken utgavs 1999 av Albert Bonniers förlag i översättning av Lennart Ilke. 

## Handling
Handlingen utspelar sig i Polen under kommunismens sista år. Huvudpersonen, femtonåriga Marysia Kawczak, flyttar med sin fattiga familj från ett litet samhälle på landet till staden Wałbrzych. I sin nya skola skaffar hon förmögna vänner som får henne att utforska sin sexualitet och göra uppror mot familjen och religionen. Hennes moraliska upplösning leder till att hon i slutändan begår självmord.